# Muzen

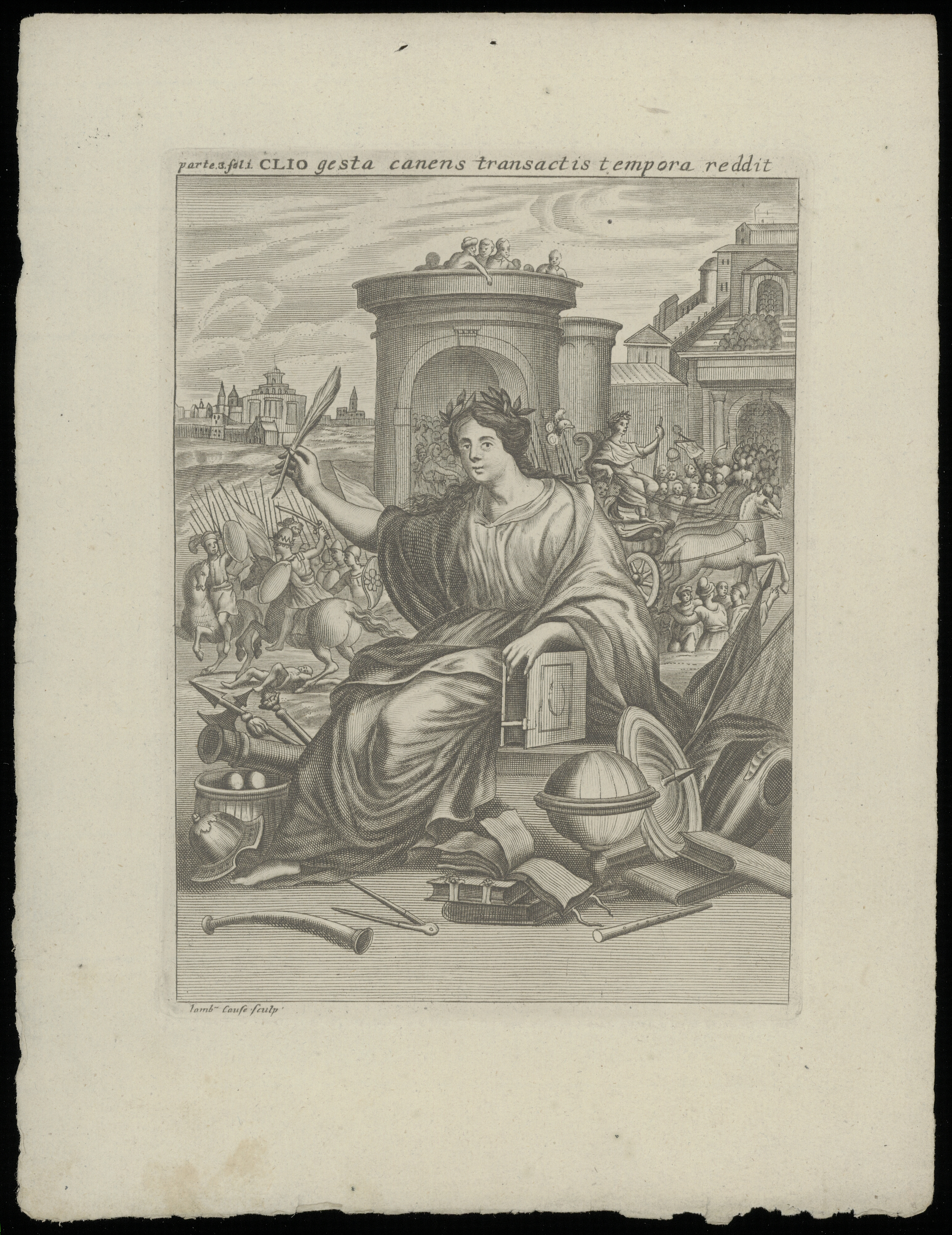
Clio 16e-17e eeuw

De negen muzen, Oudgrieks: Μοῦσαι, waren in de Griekse mythologie de godinnen van kunst en wetenschap. Zij waren het symbool van de inspiratie. Het begrip muze, dat tegenwoordig nog steeds wordt gebruikt in de betekenis van inspiratiebron, is hiervan afgeleid.
Een tempel ter ere van de muzen heette in het Grieks mouseion. Daar is museum van afgeleid, maar ook muziek komt van de muzen.

## Muzen in de mythologie
In de mythologie van het oude Griekenland waren de negen muzen dochters van Zeus en de zussen van Apollo, die ze vaak begeleidden. Apollodorus van Athene noemt Mnemosyne, het geheugen, de moeder van de muzen, maar ze zijn in andere versies weer de dochters van Gaia en Ouranos, de aarde en de lucht. Dat houdt mogelijk verband met hun voorstelling als inspirerende kracht: kunstenaars konden 'geestkracht' door hun adem opdoen. 
Er waren aanvankelijk drie muzen of werden de muzen als triade voorgesteld. Namen voor de drie muzen waren Melete, voor 'meditatie', Mneme, voor de 'herinnering' en Aoede, voor het 'lied'. De dichter Hesiodos is de eerste dichter, waarvan bekend is, dat hij over negen muzen schreef. Hij noemde ook bij ieder het gebied waarvoor zij de muze waren.
De muzen gingen het liefst naar bergen. Ze bleven op de Olympus aan de kant van Piëria en op de Parnassus bij de bron van Castalia, die inspiratie bood voor de dichtkunst aan diegenen die van haar water dronken of luisterden naar haar zachte geluid. Ze gingen ook naar de Helikon, waar ze hun tijd op de met gras begroeide vlakten bij de bron Hippocrene, aan de voet van de berg, doorbrachten. Ze wedijverden daar met de Pieriden, de dochters van de Macedonische koning Piërus. Dat viel in het voordeel van de muzen uit en de Pieriden werden in eksters veranderd.  
De Romeinen identificeerden de muzen later met de Camenae, de Italiaanse bronnimfen.
De negen muzen zijn:

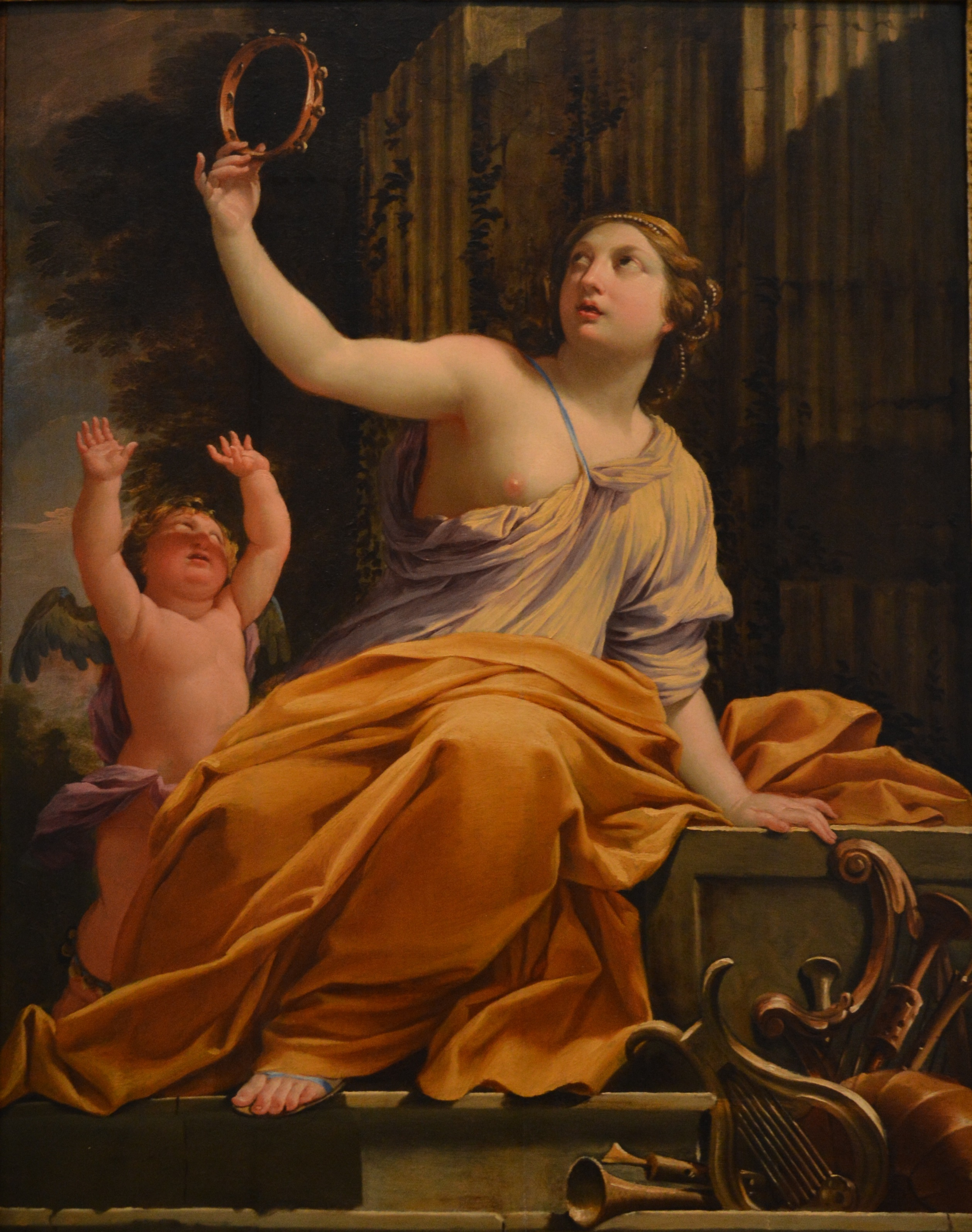
Erato - de hymne, het lied en de lyriek
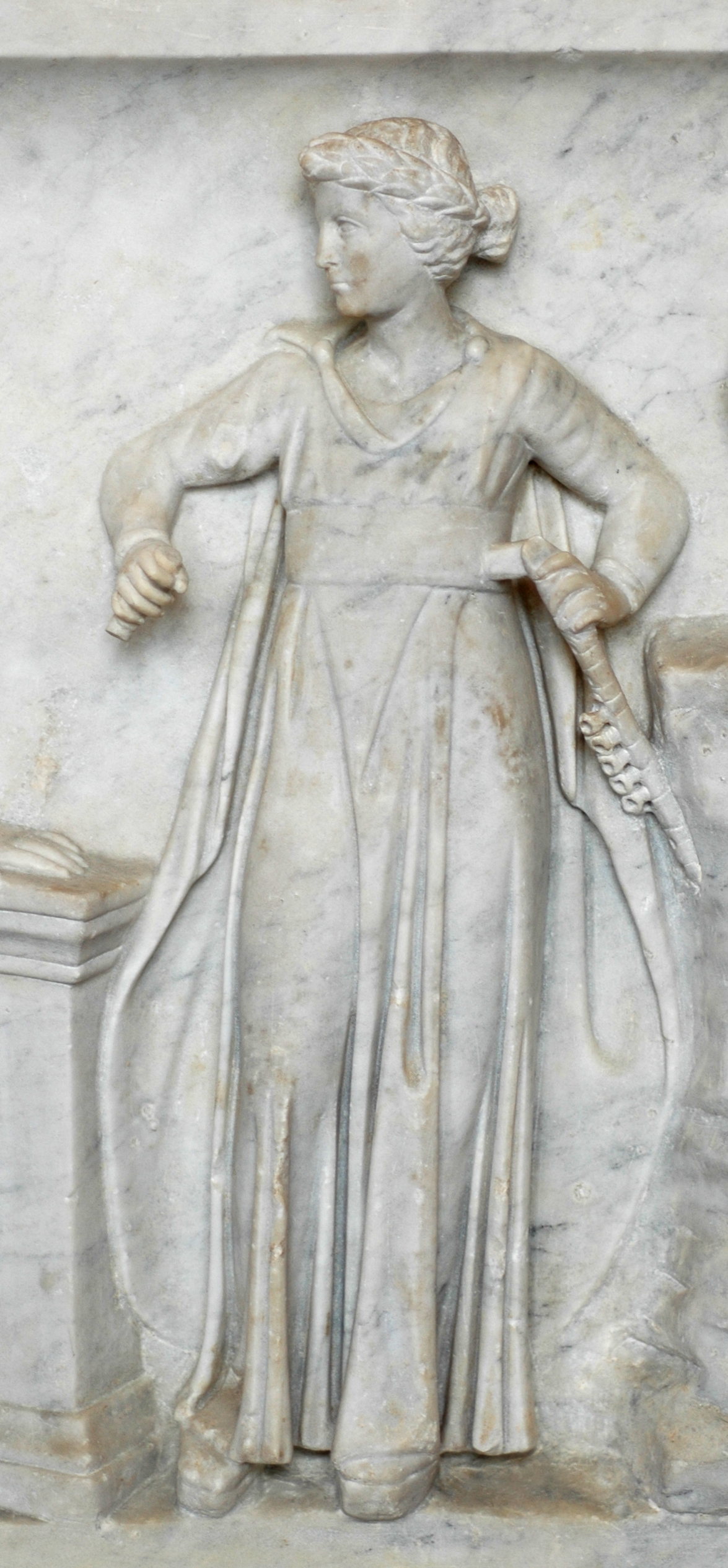
Euterpe - het fluitspel
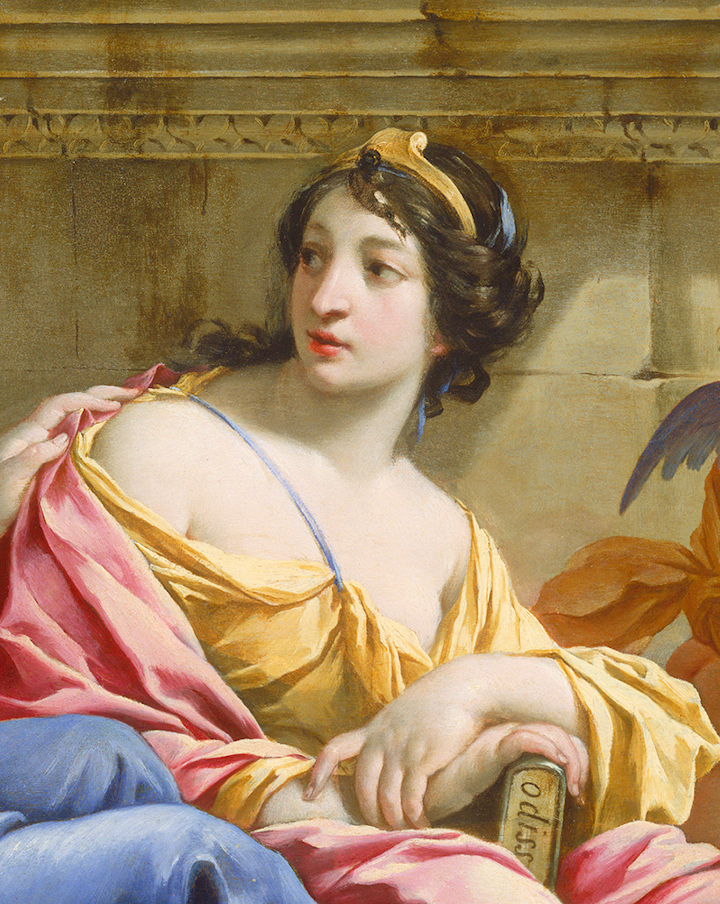
Kalliope - het heroïsch epos, de filosofie en de retorica
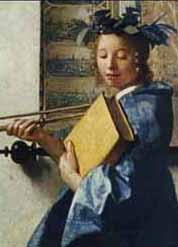
Kleio - de geschiedschrijving
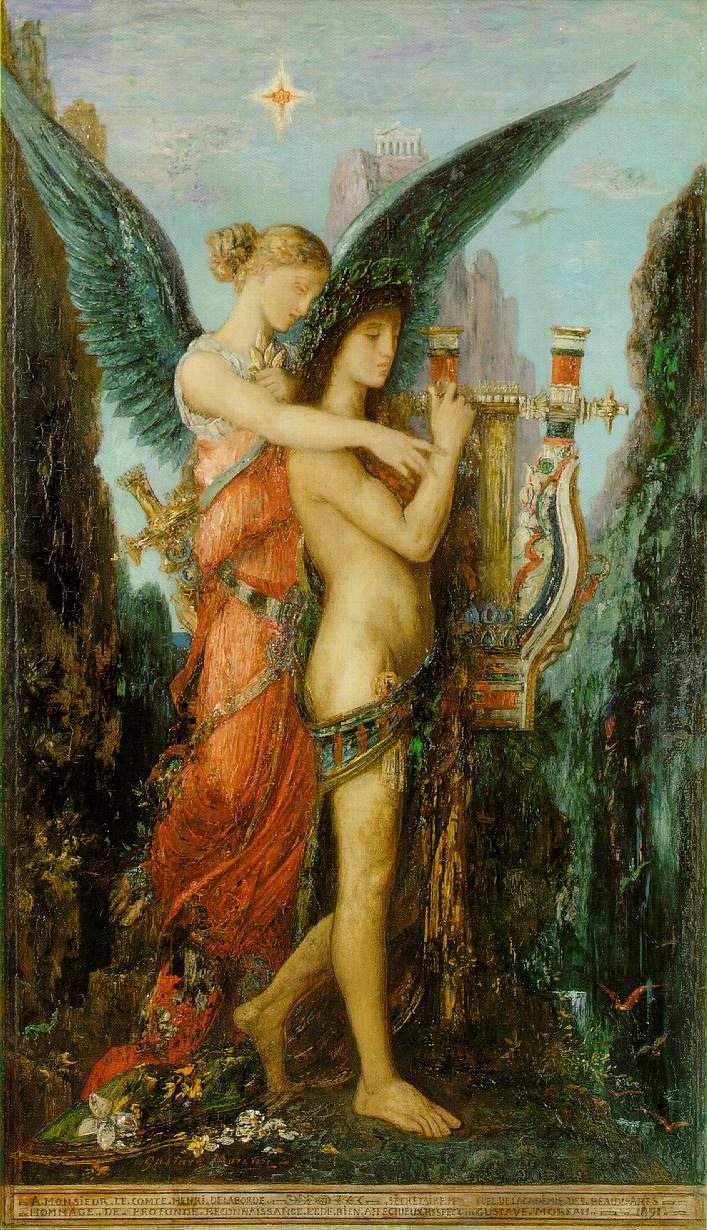
Melpomene - de tragedie
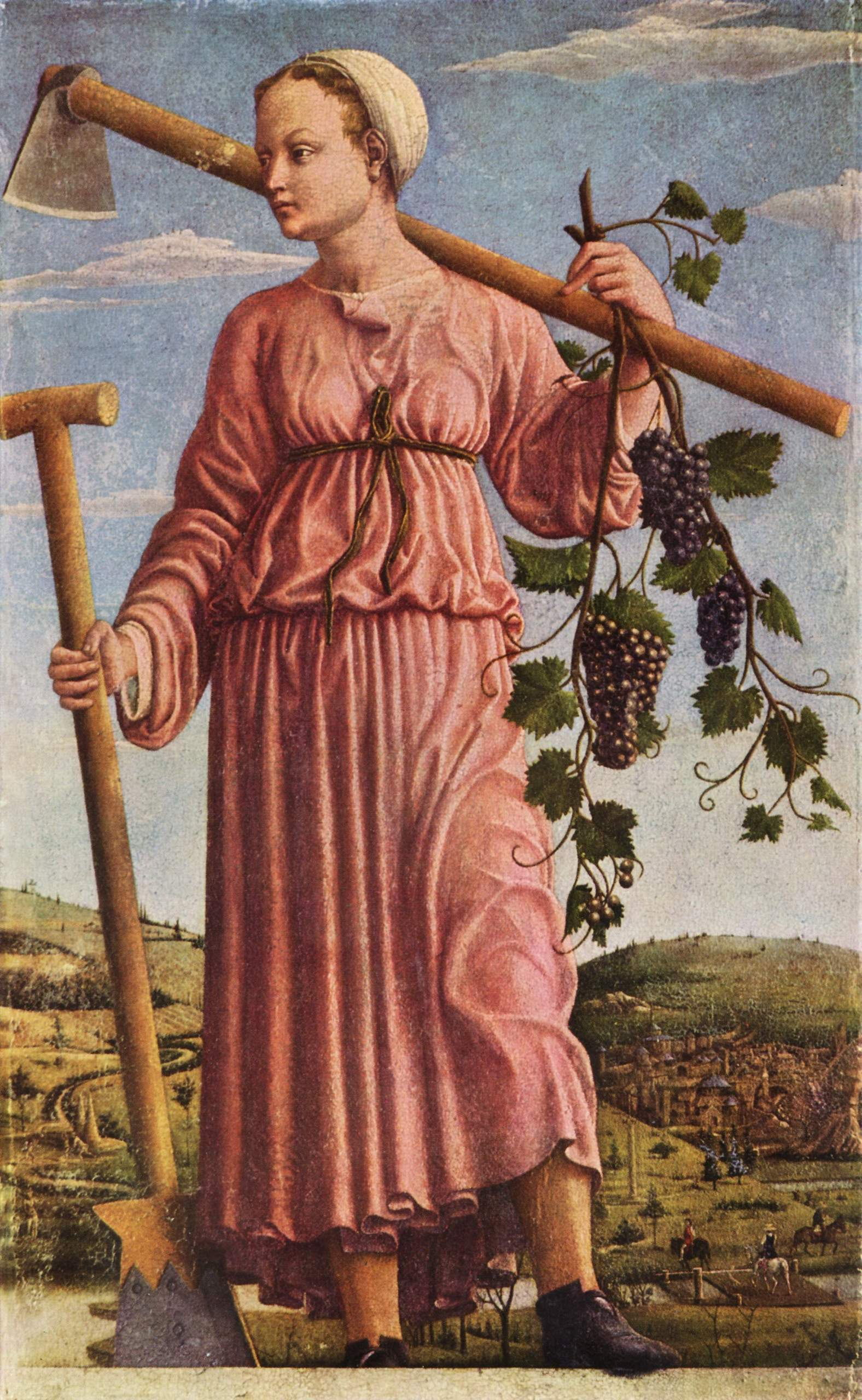
Polyhymnia - de retoriek en de gewijde liederen
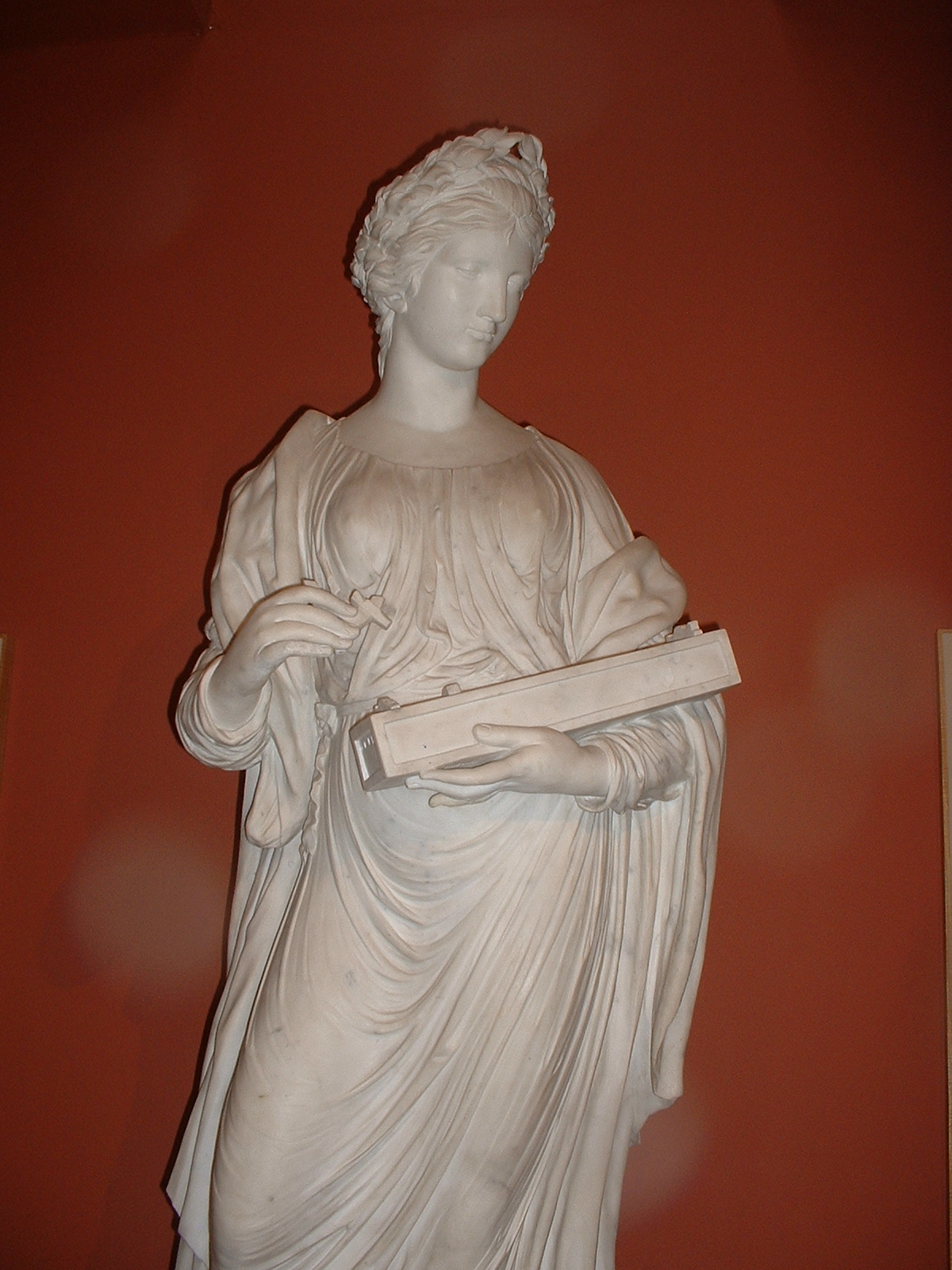
Terpsichore - de dans en de lyrische poëzie
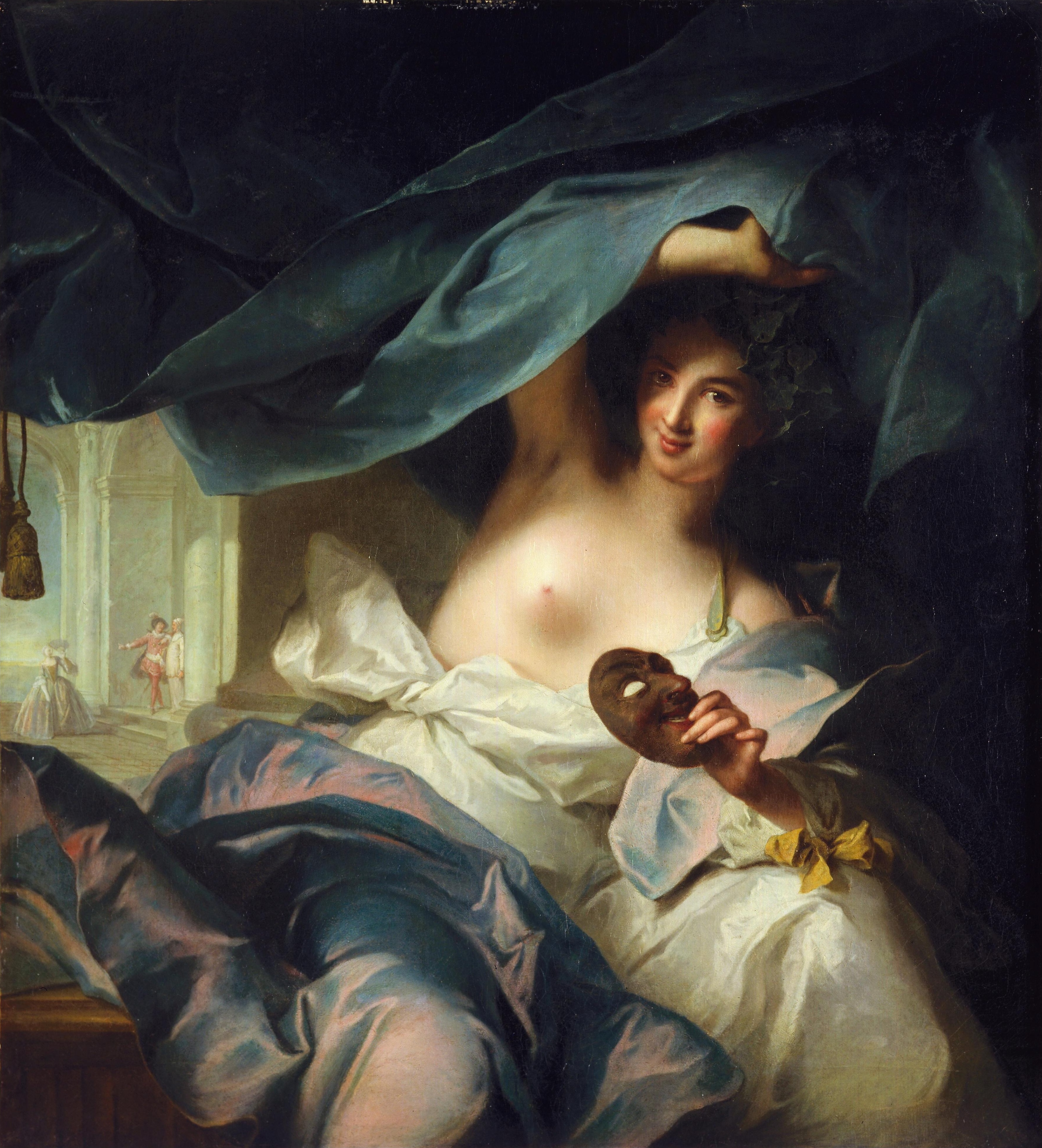
Thaleia  - de komedie
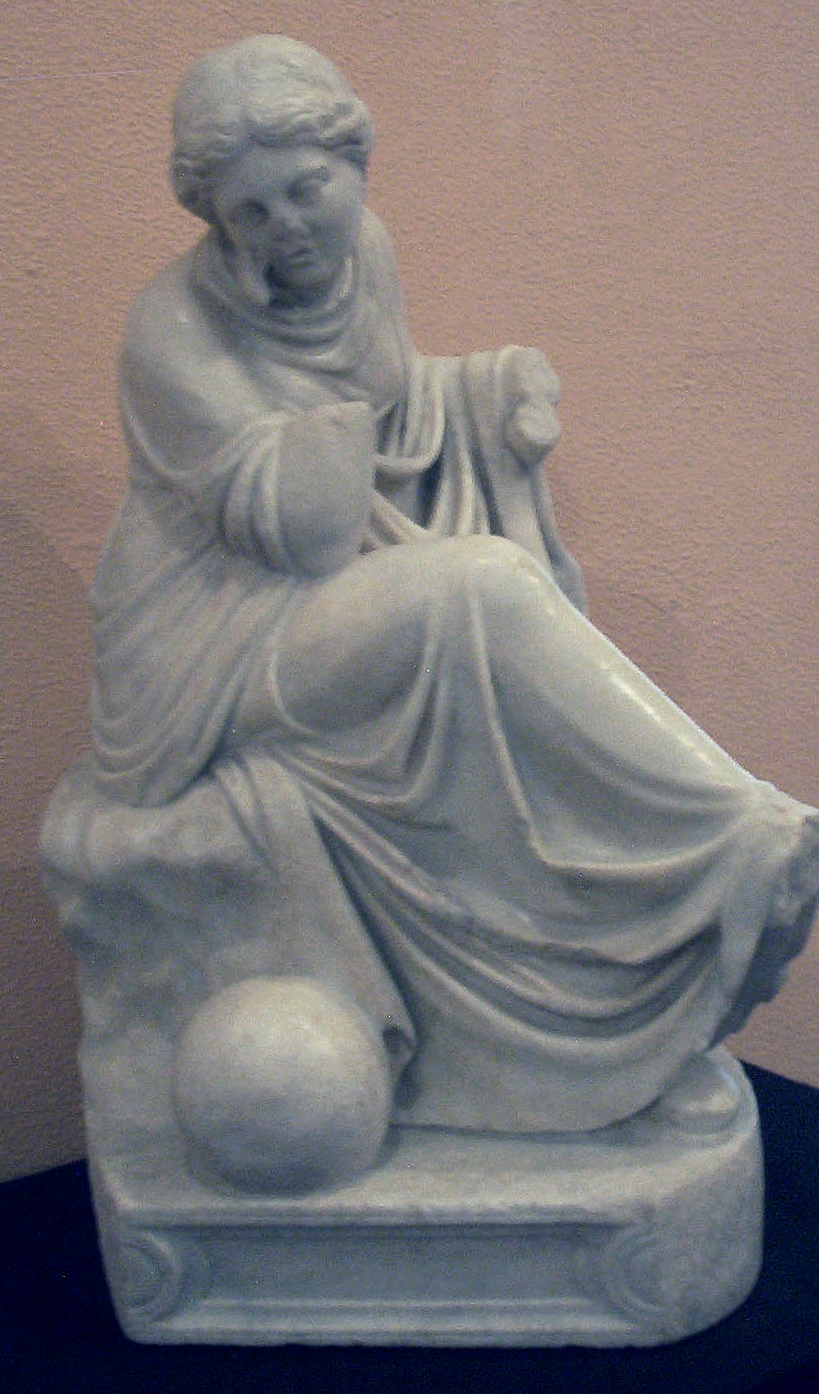
Urania - de sterrenkunde

## Muzen in de kunst
Kunstenaars riepen vaak de muzen aan om inspiratie te krijgen vooraleer ze aan een kunstwerk begonnen. Homerus begint zowel de Ilias als de Odyssee met het aanroepen van een muze: Bezing, godin, de wrok van Achilles... en: Vertel mij, muze, over de man... Hij roept in de Ilias nog een keer de hulp van de muzen in, dit keer om hem te vertellen vanuit welke streken welke soldaten en welke hoofdmannen kwamen. Vergilius vroeg hulp aan een muze in de Aeneis om zijn verhaal te vertellen: Muze, breng mij de oorzaken in herinnering...
Latere schrijvers als Geoffrey Chaucer, William Shakespeare, Dante en John Milton namen dit gebruik over en riepen de muzen aan in hun eigen werken. Zo begint het epische gedicht Paradise Lost van Milton met de regels Sing Heav'nly Muse, that on the secret top of Horeb, or of Sinai, didst inspire... en start Shakespeare zijn toneelstuk Henry V met O for a Muse of fire, that would ascend the brightest heaven of invention...

## Vrouw als "muze"
Er zijn altijd mannelijke kunstenaars en wetenschappers geweest, die een vrouw aan hun zijde hadden die door de kunstenaar hun "muze" werden genoemd: een vrouw die hun scheppingsdrang zou aanwakkeren. Bekende voorbeelden zijn Beatrice Portinari voor Dante Alighieri, Laura voor Francesco Petrarca, Gala voor Salvador Dalí, Françoise Gilot voor Pablo Picasso en Joan Baez en Sara Lownds voor Bob Dylan.
Clio · Erato · Euterpe · Kalliope · Melpomene · Polyhymnia · Terpsichore · Thaleia · Urania